# 国際連合安全保障理事会決議665
国連安全保障理事会決議665（こくさいれんごうあんぜんほしょうりじかいけつぎ665、英: United Nations Security Council Resolution 665）は、1990年8月25日に国際連合安全保障理事会で採択された決議である。1990年8月2日のクウェート侵攻を受けて、過去の決議660、661、662、664の完全かつ即時の履行を求め、イラクへの禁輸措置を実行するための海上封鎖を承認した。
クウェート侵攻勃発後の1990年8月6日、安保理は、医療品、食料、その他の人道支援に必要な物資を除いて、イラクへの禁輸を実行し、経済制裁を課す決議661を採択した。海上封鎖を承認するにあたり、安保理は、加盟国に対して互いに協力し、軍事参謀委員会とともに決議661を確実に履行するように求め、さらに、国際連合事務総長に対して、状況の進展について報告するように求めた。
決議は、キューバとイエメンが棄権したが、賛成13で採択された。封鎖を法的に実行可能とする国際連合憲章第7章第42条に基づく安保理の権限行使は避けられた。